# Esvaïment de Rayleigh

Un segon d'esvaïment de Rayleigh amb un desplaçament Doppler màxim de 10 Hz.

Rayleigh fading és un model estadístic de l'efecte d'un entorn de propagació en un senyal de ràdio, com el que utilitzen els dispositius sense fil.
Els models d'esvaïment de Rayleigh suposen que la magnitud d'un senyal que ha passat per aquest mitjà de transmissió (també anomenat canal de comunicació) variarà aleatòriament, o s'esvaeix, d'acord amb una distribució de Rayleigh: la component radial de la suma de dues variables aleatòries gaussianes no correlacionades.

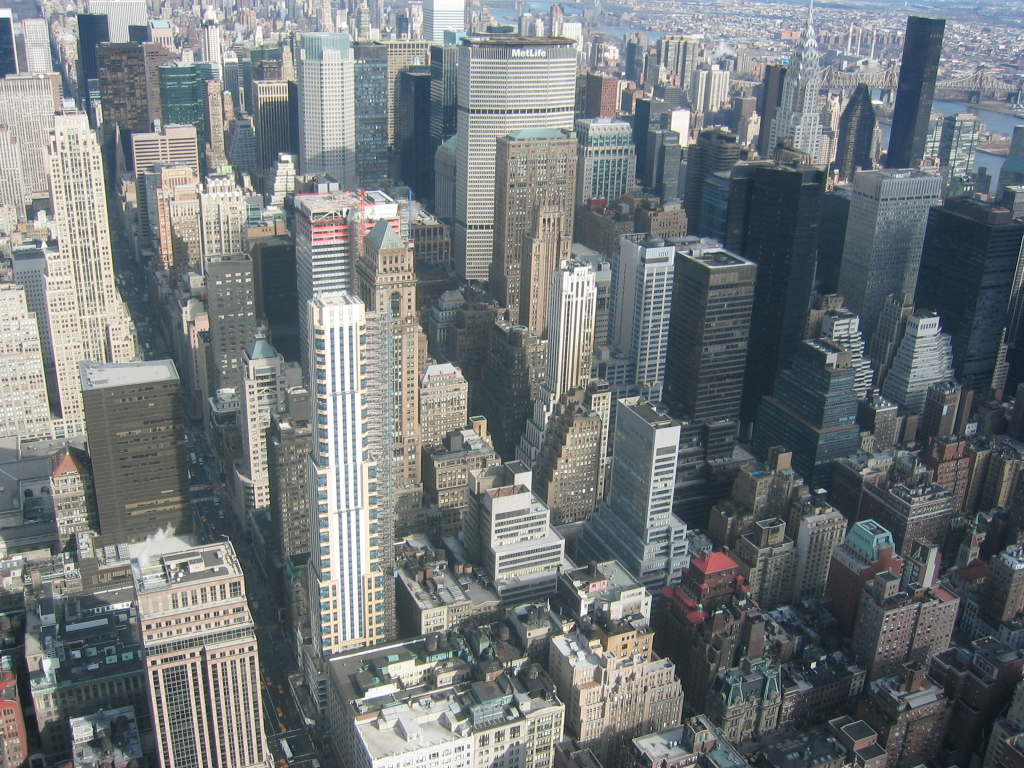
S'ha demostrat que Manhattan densament construït s'apropa a un entorn amb esvaïment de Rayleigh.

L'esvaïment de Rayleigh es considera un model raonable per a la propagació del senyal troposfèric i ionosfèric, així com l'efecte dels entorns urbans molt urbanitzats sobre els senyals de ràdio. L'esvaïment de Rayleigh és més aplicable quan no hi ha propagació dominant al llarg d'una línia de visió entre el transmissor i el receptor. Si hi ha una línia de visió dominant, l'esvaïment de Rician pot ser més aplicable. L'esvaïment de Rayleigh és un cas especial d'esvaïment de dues ones amb potència difusa (TWDP).

## El model
L'esvaïment de Rayleigh és un model raonable quan hi ha molts objectes a l'entorn que dispersen el senyal de ràdio abans que arribi al receptor. El teorema del límit central sosté que, si hi ha prou dispersió, la resposta a l'impuls del canal estarà ben modelada com un procés gaussià independentment de la distribució dels components individuals. Si no hi ha cap component dominant a la dispersió, llavors aquest procés tindrà una mitjana zero i una fase distribuïda uniformement entre 0 i 2π radians. Per tant, l'embolcall de la resposta del canal serà distribuït en Rayleigh.

Un segon d'esvaïment de Rayleigh amb un desplaçament Doppler màxim de 100 Hz.

S'anomena aquesta variable aleatòria {\displaystyle R}, tindrà una funció de densitat de probabilitat:
{\displaystyle p_{R}(r)={\frac {2r}{\Omega }}e^{-r^{2}/\Omega },\ r\geq 0}
on {\displaystyle \Omega =\operatorname {E} (R^{2})}.
Sovint, els elements de guany i fase de la distorsió d'un canal es representen convenientment com un nombre complex. En aquest cas, l'esvaïment de Rayleigh s'exhibeix suposant que les parts real i imaginària de la resposta estan modelades per processos gaussians de mitjana zero independents i distribuïts de manera idèntica, de manera que l'amplitud de la resposta és la suma de dos d'aquests processos.
El requisit que hi hagi molts dispersors presents significa que l'esvaïment de Rayleigh pot ser un model útil en centres de ciutats molt urbanitzats on no hi ha una línia de visió entre el transmissor i el receptor i molts edificis i altres objectes atenuen, reflecteixen, refracten i difracten. el senyal. Un treball experimental a Manhattan ha trobat que prop de Rayleigh s'esvaeix allà. En la propagació del senyal troposfèrica i ionosfèrica, les moltes partícules de les capes atmosfèriques actuen com a dispersors i aquest tipus d'entorn també pot aproximar-se a l'esvaïment de Rayleigh. Si l'entorn és tal que, a més de la dispersió, es veu un senyal fortament dominant al receptor, generalment causat per una línia de visió, aleshores la mitjana del procés aleatori deixarà de ser zero i variarà al voltant de la potència. -nivell del camí dominant. Aquesta situació es pot modelar millor com l'esvaïment de Rician.
Tingueu en compte que l'esvaïment de Rayleigh és un efecte a petita escala. Hi haurà propietats generals de l'entorn, com ara la pèrdua del camí i l'atenuació per ombra sobre les quals es superposa l'esvaïment.